# Collstrop (equip ciclista)
L'equip Collstrop, conegut anteriorment com a Robland o Isoglass, va ser un equip ciclista belga que competí professionalment entre el 1986 i el 2000. El 2001 es fusionà amb l'equip Palmans.
No s'ha de confondre amb l'equip Cycle Collstrop.

## Principals resultats
- Circuit de Houtland: Hendrik Redant (1987), Etienne De Wilde (1994)
- Kuurne-Brussel·les-Kuurne: Hendrik Redant (1988)
- Gran Premi Cholet-País del Loira: Laurent Desbiens (1992), Marc Bouillon (1993)
- Volta Limburg Classic: Erwin Thijs (1994), John van den Akker (1994)
- Gran Premi Guillem Tell: Peter Verbeken (1993, 1995)
- Gran Premi de Denain: Jo Planckaert (1995)
- Nokere Koerse: Jo Planckaert (1995)
- Clàssica d'Almeria: Jean-Pierre Heynderickx (1995)

### A les grans voltes
- Volta a Espanya
  - 3 participacions (1990, 1992, 1993)
  - 1 victòries d'etapa:
    - 1 al 1990: Benny Van Brabant

  - 0 classificació finals:
  - 0 classificacions secundàries:

- Tour de França
  - 0 participacions

- Giro d'Itàlia
  - 1 participacions (1988)
  - 0 victòries d'etapa:
  - 0 classificació finals:
  - 0 classificacions secundàries:

## Classificacions UCI
Fins al 1998 els equips ciclistes es trobaven classificats dins l'UCI en una única categoria. El 1999 la classificació UCI per equips es dividí entre GSI, GSII i GSIII. D'acord amb aquesta classificació els Grups Esportius II són la segona divisió dels equips ciclistes professionals.
| Temporada | Classificació per equips | Millor ciclista en la classificació individual |
| --------- | ------------------------ | ---------------------------------------------- |
| 1995      | 24è                      | Jo Planckaert (125è)                           |
| 1996      | 22è                      | Johan Capiot (48è)                             |
| 1997      | 49è                      | Frank Hoj (204è)                               |
| 1998      | 49è                      | Tom Desmet (331è)                              |
| 1999      | 28è (GSII)               | Tony Bracke (382è)                             |
| 2000      | 26è (GSII)               | Geert Omloop (349è)                            |